# Jason Genao
Jason Genao, né le 3 juillet 1996 à Jersey City (New Jersey), est un acteur américain notamment connu pour ses rôles de Napoleon dans The Get Down et de Ruby Martinez dans On My Block.

## Biographie
Jason Genao est né le 3 juillet 1996 à Jersey City dans l'état du New Jersey. Il est d'origine américano-dominicaine.
Il est diplômé du lycée William L. Dickinson à Jersey City. Certain qu'il deviendrait Chef, il s'inscrit cependant à une école de théâtre à New York. À la fin de sa formation, il est le seul de sa classe à réussir l'audition d'une agent.

## Carrière
De 2018 à 2021, il incarne Ruby Martinez, l'un des rôles principaux de la série Netflix On My Block,.
En 2020, il est annoncé au casting du thriller sur la guerre du Vietnam Ambush, aux côtés de Cody Christian et Dermot Mulroney.
En 2022, il incarne Devon dans 5 épisodes de la série Netflix Boo, Bitch, aux côtés de Lana Condor. La même année, il est annoncé au casting final du film indépendant Divinity d'Eddie Alcazar,.

## Filmographie

### Cinéma
- 2015 : Ladrones de Joe Menendez : Agent FBI
- 2017 : Logan de James Mangold : Rictor
- 2019 : Virtual Games de Sean Olson : Benny Carrasco
- 2020 : Film Fest de Marshall Cook : Max[10]
- À venir : Divinity d'Eddie Alcazar
- À venir : Ambush de Mark Burman

### Télévision
- 2016 : New York, unité spéciale : William Reeves
- 2016–2017 : The Get Down : Napoleon (7 épisodes)
- 2018 : God Friended Me : Isaac
- 2018–2021 : On My Block : Ruby Martinez (rôle principal, 38 épisodes)
- 2022 : Boo, Bitch : Devon (5 épisodes)

### Podcast
- À venir : Free to Fall : Beck Ambrose